# Kleinguschelmuth
Kleinguschelmuth (en français Courchelmont-le-Petit) est une localité et une ancienne commune suisse du canton de Fribourg, située dans le district du Lac.

## Histoire
Attribuée d'abord au district de Fribourg, de 1803 à 1830, la localité de Courchelmont-Le-Petit fit partie du district allemand, de 1831 à 1847 et de celui du Lac depuis 1848.
À l'ouest de Courchelmont-Le-Petit, on a trouvé une sépulture hallstattienne et au sud du Bois de Palud quelques tuiles romaines. L'agriculture est encore aujourd'hui le principal secteur d'activité.
La commune a fusionné avec sa voisine de Courchelmont-Le-Grand en 1978 pour former la commune de Courchelmont. Celle-ci va à son tour être intégrée à celle de Cormondes en 2003.